# Зочиште
Зочиште (алб. Zoçishtë) насељено је место у Србији, у општини Ораховац. Административно припада Косову и Метохији, односно Призренском управном округу. Према попису из 2011. године било је 659 становника.
Назив је добило по чудотворном лековитом извору за који се сматрало да је „лечилиште за очи“ — зочиште. Атар насеља се налази на територији катастарске општине Зочиште површине 521 ha.

## Географија
Село се налази у долини између два брежуљка, југоисточно од Ораховца, од којег је удаљено око 7 километара. Источно се уздиже брдо Цер, а са западне, северне и јужне стране простиру се питоми брежуљци засејани виновом лозом или житарицама. Тако је Зочиште са свих страна окружено брежуљцима. Више села, према истоку, пролази макадамски пут, који повезује Ораховац са Сувом Реком.
На улазу у село, на страни брежуљка, налази се гробље, а поред њега црква Светих Врачева. Црква се састоји из два дела. Припрата је нешто шира и дужа од другог дела и нема фресака. Из ње се улази у цркву, чији су зидови испуњени фрескама. У подножју брежуљка, ниже цркве, извире врело. Из њега извире поточић, који протиче кроз село и дели га на два неједнака дела. Недалеко од врела, на десној страни поточића, налази се основна школа која датира од 1874. године.

## Историја
Село се први пут помиње 1327. године, у повељи српског краља Стефана Дечанског манастиру Хиландару на Светој гори. У истој даровници поменута је и зочишка црква Светих врача Кузмана и Дамјана, која је, по народном предању, „триста година старија од Дечана". Њене фреске стилски одговарају периоду 13. века, а сачувана је и веома вредна збирка икона, књига и свештених сасуда. Иконостас и посебно лепо израђене царске двери одговарају сликарству 17. века. У Зочишту се још налазе остаци цркве Ваведења Свете Пречисте и цркве Светог Јована.
Ту је постојала српска народна школа између 1873—1894. године.
Српско становништво Зочишта и манастир Светих Врача, септембра 1999. године, доживели су страшан погром албанских терориста — манастирски комплекс и црква су разорени експлозивом, уништено је православно гробље и српске куће. Свете мошти Козме и Дамјана су тада пренете у манастир Сопоћани. Данас је манастир обновљен, црква саграђена од старог камена тако да изгледа исто као некад. Занимљиво је да је у рушевинама у којима су страдале фреске, иконе и црквене сасуде, пронађена чудотворна икона Светих врача преполовљена на два дела, на једном се налазио Козма, на другом Дамјан. Икона је рестаурирана и данас је опет у цркви.

## Демографија
Према попису из 1981. године место је било већински насељено Албанцима. Након напада на Ораховац 1998. године Срби напуштају Зочиште.
Упоредни преглед етничког састава становништва 1961, 1981. и 2011. године
| Етнички састав према попису из 1961.‍ | Етнички састав према попису из 1961.‍ | Етнички састав према попису из 1961.‍ | Етнички састав према попису из 1961.‍ | Етнички састав према попису из 1961.‍ |
| ------------------------------------ | ------------------------------------ | ------------------------------------ | ------------------------------------ | ------------------------------------ |
|                                      |                                      |                                      |                                      |                                      |
| Албанци                              | Албанци                              |                                      | 414                                  | 58,1%                                |
| Срби                                 | Срби                                 |                                      | 296                                  | 41,5%                                |
| Укупно: 713                          |                                      |                                      |                                      |                                      |

| Етнички састав према попису из 1981.‍ | Етнички састав према попису из 1981.‍ | Етнички састав према попису из 1981.‍ | Етнички састав према попису из 1981.‍ | Етнички састав према попису из 1981.‍ |
| ------------------------------------ | ------------------------------------ | ------------------------------------ | ------------------------------------ | ------------------------------------ |
|                                      |                                      |                                      |                                      |                                      |
| Албанци                              | Албанци                              |                                      | 730                                  | 64,7%                                |
| Срби                                 | Срби                                 |                                      | 389                                  | 34,4%                                |
| Црногорци                            | Црногорци                            |                                      | 9                                    | 0,8%                                 |
| Укупно: 1.129                        |                                      |                                      |                                      |                                      |

| Етнички састав према попису из 2011.‍ | Етнички састав према попису из 2011.‍ | Етнички састав према попису из 2011.‍ | Етнички састав према попису из 2011.‍ | Етнички састав према попису из 2011.‍ |
| ------------------------------------ | ------------------------------------ | ------------------------------------ | ------------------------------------ | ------------------------------------ |
|                                      |                                      |                                      |                                      |                                      |
| Албанци                              | Албанци                              |                                      | 659                                  | 100%                                 |
| Укупно: 659                          |                                      |                                      |                                      |                                      |

Број становника на пописима:
|             | \| Демографија[7] \| Демографија[7] \| Демографија[7] \| \| Година \| Становника \| Становника \| \| -------------- \| -------------- \| -------------- \| \| 1948. \| 580 \| \| \| 1953. \| 665 \| \| \| 1961. \| 713 \| \| \| 1971. \| 973 \| \| \| 1981. \| 1.129 \| \| \| 1991. \| 1.129 \| \| |            |
| Демографија | |            |
| Година      | Становника | Становника |
| 1948.       | 580 |            |
| 1953.       | 665 |            |
| 1961.       | 713 |            |
| 1971.       | 973 |            |
| 1981.       | 1.129 |            |
| 1991.       | 1.129 |            |

### Порекло становништва
У Зочишту су 1979. године живели Срби и Албанци, од чега је 49 српских кућа. Преци 10 домова доселили су се из Дробњака око 1850. године, шест кућа се доселило из Колашина, пет кућа се доселило почетком 19. века из суседног села Затрића, одакле су избегли због исламизације, три куће су се доселиле из Ибарског Колашина средином 19. века, из околине Охрида доселиле су се две куће око 1830. године, једна кућа из Пирана код Призрена крајем 19. века, једна из Ораховца почетком 20. века, једна из суседног Ретимља, једна из Штрпца 1934. године и две из Добрића код Ђаковице 1965. године.
Српски родови:
- Благојевић, десет кућа. Чувају предање да су им се преци доселили из Дробњака око 1850. године. Раније су се презивали Исаиловић, а потом Стефановић до ослобођења. По претку Недељку, кога су звали Дела, имају секундарна презимена Деловић и Недељковић. Славе Ђурђиц, мала слава Ђурђевдан.
- Гарић, једна кућа. Дошли су послом из села Добрић код Ђаковице 1965. године, а ту су се населили из Брскута код Подгорице 1929. године. Славе Никољдан, мала слава Света Петка.
- Ђорић, једна кућа. Не чувају предање о пореклу. Славе Светог Атанасија.
- Јовановић, пет кућа. Побегли су од исламизације из суседног села Затрића. Чувају предање да су им неки рођаци примили ислам не успевши да побегну, због чега неке Албанце из Затрића сматрају рођацима. Тамо су се презивали Перић и носили породични надимак Жужани. Славе Свете Враче, мала слава Свети Врачи летњи.[8]
- Крстић, шест кућа. Чувају предање да су им се преци доселили некада давно из околине Колашина. До Првог светског рата су се презивали Недељковић. Две куће имају секундарно презиме Јефтић. Славе Никољдан, мала слава Свети Никола летњи.
- Крстић, три куће. Преци су им се доселили из Ибарског Колашина средином 19. века. До ослобођења су се презивали Радич. Славе Петковдан, мала слава Света Петка летња.
- Крстић, једна кућа. Доселили су се из оближњег села Пирана крајем 19. века. Раније су се презивали Стојановић, око 1920. године узимају ново презиме. Славе Никољдан, мала слава Свети Никола летњи.
- Лабовић, једна кућа. Доселили су се послом из Добрића код Ђаковице 1965. године, а ту су се доселили из Облог Брда код Андријевице 1924. године. Славе Аранђеловдан.
- Мишић, седам кућа. Не чувају предање о пореклу. Славе Митровдан.
- Николић, једна кућа. Доселили су се из суседног Ретимља 1941. године. Имају секундарно презиме Костић. Славе Митровдан.
- Петровић, једна кућа. Чувају предање да су им се преци доселили некада давно из Црне Горе. Славе Стевањдан, мала слава Свети Стефан летњи.
- Симић, две куће. Преци су им се доселили из околине Охрида 1830. године. Славе Митровдан.
- Станишић, једна кућа. Доселили су се из Штрпца 1934. године. Даље порекло везују за Црну Гору. Раније су се презивали Бошкоћевић, а ново преезиме узимају око 1920. године. Славе Аранђеловдан, мала слава Свети Арханђео летњи.[9]
- Станковић, три куће. Не чувају предање о пореклу. Славе Митровдан.
- Стојановић, четири куће. Не чувају предање о пореклу. Славе Ђурђиц, мала слава Ђурђевдан.
- Трпковић, једна кућа. Не чувају предање о пореклу. Славе Митровдан.
- Шорић, једна кућа. Доселили су се почетком 20. века из Ораховца. Славе Никољдан, мала слава Свети Никола летњи.[10]